# زاش بفيفر
زاش بفيفر (بالإنجليزية: Zach Pfeffer)‏ (6 يناير 1995 في الولايات المتحدة - ) هو لاعب كرة قدم أمريكي في مركز الوسط. شارك مع منتخب الولايات المتحدة تحت 17 سنة لكرة القدم ومنتخب الولايات المتحدة تحت 18 سنة لكرة القدم ومنتخب الولايات المتحدة تحت 20 سنة لكرة القدم ومنتخب الولايات المتحدة تحت 23 سنة لكرة القدم. أما مع النوادي، فقد لعب مع فيلادلفيا يونيون وكولورادو رابيدز ونادي هوفنهايم ونادي بان.

## روابط خارجية
- زاش بفيفر على موقع الدوري الأمريكي (الإنجليزية)
- زاش بفيفر على موقع قاعدة بيانات كرة القدم.إي يو (الإنجليزية)
- زاش بفيفر على موقع Soccerway.com (الإنجليزية)
- زاش بفيفر على موقع عالم كرة القدم.نت (الإنجليزية)
- زاش بفيفر على موقع AS.com (الإسبانية)